# Aphonopelma paloma
Espèce
Aphonopelma paloma est une espèce d'araignées mygalomorphes de la famille des Theraphosidae.

## Distribution
Cette espèce est endémique d'Arizona aux États-Unis. Elle se rencontre dans les comtés de Pinal et de Pima.

## Description

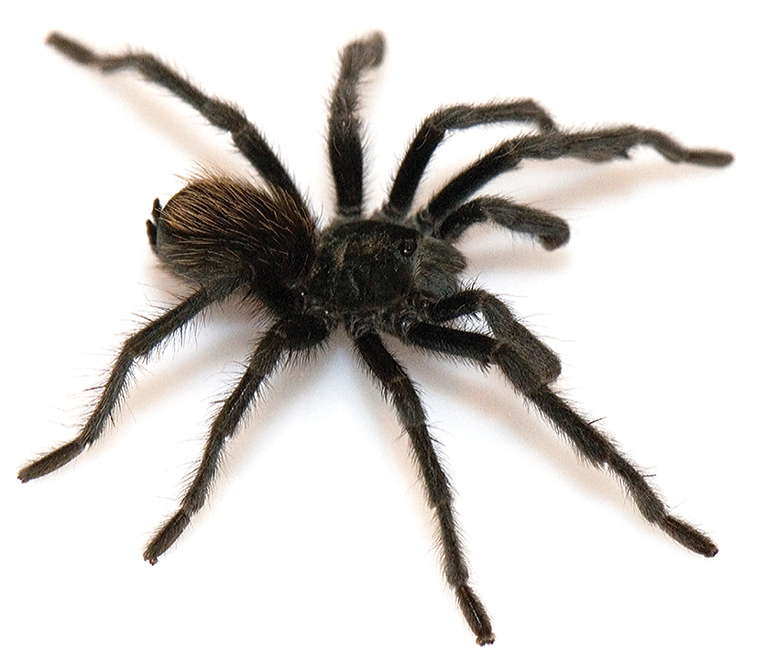
Aphonopelma paloma mâle

Le mâle holotype mesure 14,5 mm et la femelle paratype 16,2 mm.

## Étymologie
Son nom d'espèce lui a été donné en référence au lieu de sa découverte, la Palomas Plain.

## Publication originale
- Prentice, 1993 : A new species of North American tarantula,. Aphonopelma paloma (Araneae, Mygalomorphae, Theraphosidae). Journal of Arachnology, vol. 20, p. 189-199 (texte intégral).